# دیانا رومانگولی
دیانا رومانگولی (انگلیسی: Diana Romagnoli؛ زادهٔ ۱۴ فوریهٔ ۱۹۷۷) ورزشکار شمشیربازی اهل سوئیس است.
وی در مسابقات کشوری و بین‌المللی در مجموع برندهٔ ۱ مدال نقره شده‌است.